# Відкритий чемпіонат Австралії з тенісу 2002
Відкритий чемпіонат Австралії з тенісу 2002 — тенісний турнір, що проходив між 14 січня та 27 січня 2002 року на кортах Мельбурн-Парку в Мельбурні, Австралія. Це — 90-ий чемпіонат Австралії з тенісу і перший турнір Великого шолома в 2002 році. Турнір входив до програм ATP та WTA турів.

## Події
Спонсором турніру стала компанія Kia Motors, змінивши компанію Ford.
Змінилися правила турніру щодо чоловічих пар. Тепер для перемоги в матчі стало достатньо виграти два сети.
Минулорічний чемпіон Андре Агассі не брав участі в турнірі з особистих причин. Томас Юганссон виграв свій перший і останній титул Великого шолома. 
Минулорічна чемпіонка Дженніфер Капріаті успішно захистила титул. Для неї це був третій (та останній) титул Великого шолома. Чемпіонкою Австралії вона стала вдруге.
У жіночому парному розряді Анна Курникова, граючи разом із Мартіною Хінгіс, удруге виграла титул Великого шолома.

## Результати фінальних матчів

### Дорослі
| Одиночний розряд. Чоловіки      |                                         |                         |
| Томас Йоханссон                 | Марат Сафін                             | 3–6, 6–4, 6–4, 7–6(7–4) |
|                                 |                                         |                         |
| Одиночний розряд. Жінки         |                                         |                         |
| Дженніфер Капріаті              | Мартіна Хінгіс                          | 4–6, 7–6(9–7), 6–2      |
|                                 |                                         |                         |
| Парний розряд. Чоловіки         |                                         |                         |
| Марк Ноулз Деніел Нестор        | Мікаель Льодра Фабріс Санторо           | 7–6, 6–3                |
|                                 |                                         |                         |
| Парний розряд. Жінки            |                                         |                         |
| Мартіна Хінгіс Анна Курникова   | Даніела Гантухова Аранча Санчес Вікаріо | 6–2, 6–7(4–7), 6–1      |
|                                 |                                         |                         |
| Мікст                           |                                         |                         |
| Даніела Гантухова Кевін Улльєтт | Паола Суарес Гастон Ельтіс              | 6–3, 6–2                |
|                                 |                                         |                         |

### Юніори
| Одиночний розряд. Хлопці     |                                |               |
| Клеман Морель                | Тодд Рейд                      | 6–4, 6–4      |
|                              |                                |               |
| Одиночний розряд. Дівчата    |                                |               |
| Барбора Стрицова             | Марія Шарапова                 | 6–0, 7–5      |
|                              |                                |               |
| Парний розряд. Хлопці        |                                |               |
| Раян Генрі Тодд Рейд         | Флорін Мерджа Горія Текеу      | без гри       |
|                              |                                |               |
| Парний розряд. Дівчата       |                                |               |
| Хісела Дулко Анджелік Віджая | Світлана Кузнецова Матеа Мезак | 6-2, 5-7, 6-4 |
|                              |                                |               |